# Снятынский район
Сня́тынский райо́н (Сня́тинский райо́н, укр. Снятинський район) — бывшая административная единица Ивано-Франковской области Украины. Административный центр — город Снятын.

## История
Образован 17 января 1940 года в составе Станиславской области Украинской ССР, на территории города Снятын и бывших сельских гмин Микулинцы, Стецева, Залучье и Задубровцы, а также части гмины Волчковцы Снятынского повята Станиславовского воеводства. В ходе хрущёвской административной реформы, в декабре 1962 года район был упразднён, его территория вошла в состав Городенковского района. Восстановлен в 1965 году, включив в себя некоторые территории бывшего Заболотовского района.
17 июля 2020 года в результате административно-территориальной реформы район был упразднён, с включением его территории в состав Коломыйского района. На территории района были сформированы Заболотовская и Снятынская территориальные общины. Территория Кулачковского сельского совета вошла в состав Гвоздецкой поселковой общины.

## Состав района
На момент упразднения в состав района входили следующие населённые пункты:
- Снятынский городской совет:
  - Снятын
- Заболотовский поселковый совет:
  - Заболотов
- Балинцевский сельский совет:
  - Балинцы
  - Бучачки
  - Трофановка
- Белелуевский сельский совет:
  - Белелуя
- Борщовский сельский совет:
  - Борщов
  - Борщовская Турка
  - Хлебычин
- Будиловский сельский совет:
  - Будилов
- Видиновский сельский совет:
  - Видинов
- Волчковский сельский совет:
  - Волчковцы
- Ганьковский сельский совет:
  - Вишнёвка
  - Ганьковцы
- Горишнезалучанский сельский совет:
  - Горишнее Залучье
  - Долишнее Залучье
- Джуровский сельский совет:
  - Джуров
- Завальский сельский совет:
  - Завалье
  - Запрутье
- Задубровский сельский совет:
  - Задубровцы
- Ильинецкий сельский совет:
  - Ильинцы
- Княженский сельский совет:
  - Драгасимов
  - Княже
- Красноставский сельский совет:
  - Красноставцы
- Кулачковский сельский совет:
  - Кулачковцы
  - Хомяковка
- Новоселицкий сельский совет:
  - Новоселица
- Олешковский сельский совет:
  - Любковцы
  - Олешков
- Подвысоцкий сельский совет:
  - Подвысокое
- Попельниковский сельский совет:
  - Попельники
- Поточковский сельский совет:
  - Поточек
- Прутовский сельский совет:
  - Прутовка
- Рудниковский сельский совет:
  - Рудники
- Русовский сельский совет:
  - Русов
- Стецевский сельский совет:
  - Стецева
  - Стецовка
- Троицкий сельский совет:
  - Троица
- Тростянецкий сельский совет:
  - Тростянец
- Тулуковский сельский совет:
  - Келихов
  - Тулуков
- Тучапский сельский совет:
  - Тучапы
- Устянский сельский совет:
  - Орелец
  - Тулова
  - Устье
- Хутор-Будиловский сельский совет:
  - Хутор-Будилов
- Шевченковский сельский совет:
  - Зибрановка
  - Рожневые Поля
  - Шевченково